# Довгань Володимир Вікторович
Володимир Вікторович Довгань (30 липня 1964, сел. Єрофій Павлович, Амурська область, РРФСР) — російський підприємець, який організував телегру з елементами лотереї та проходження випробувань Довгань-шоу і запросив як телеведучого Юрія Овелько. Для участі в телегрі, телеглядачам необхідно було купити продукти харчування з логотипом «Довгань» і призовим промо-кодом.
Став відомий в 1990-ті роки своєю власною торговою маркою, під якою продавав горілку, сигарети, побутову хімію: мило та інше, а також цілий ряд харчових продуктів: крупи , макарони, пельмені, шоколад і т. д.

## Публікації
Володимир Довгань — автор декількох книг:
- «Як я став Довганем» (1997) ISBN 5-7888-0007-2 видавництво «Довгань»
- «Досвід підприємця» (2002) ISBN 978-5-699-29887-7
- «Я був жебраком — став багатим. Прочитай, і ти теж зможеш» (2006) ISBN 5-473-00173-4
- «Як заробити перший мільйон, не маючи стартового капіталу» (спільно з Оленою Мінілбаєвою) (2006) ISBN 978-5-17-040346-2
- «До багатства — з пелюшок» (спільно з Оленою Мінілбаєвою) ISBN 985-13-0778-5
- «Код щастя» (2008) ISBN 978-5-17-053829-4
- «Подорож до Щастя» (2009) ISBN 978-5-9614-1064-8
- «Досить на ослах їздити в школу» (2010) ISBN 978-5-89653-221-7
- «Як легко і швидко стати впевненою людиною» ISBN 978-5-89653-228-6
- «Як завоювати серце чоловіка» ISBN 978-5-89653-235-4
- «Як втратити 20 кілограмів і поліпшити своє здоров'я»
- «Нове життя за 7 днів» ISBN 978-5-89653-236-1
- «Захистіть від чорних смуг життя ваших дітей» ISBN 978-5-89653-233-0
- «Виховай свою дитину мільйонером» (спільно з Оленою Мінілбаєвою)  Изд.: АСТ, Концерн «Олімп», Астрель  ISBN 978-5-17-052447-1
- Код щастя (аудіокнига MP3)[1]
- «Стрибок у крижану воду» ISBN 978-5-8493-0225-6